# Вулиця В'ячеслава Липинського (Житомир)
Вулиця В'ячеслава Липинського — вулиця в Богунському районі Житомира. Названа на честь українського політичного діяча, історика В'ячеслава Липинського.

## Історія
До 20 травня 2016 року мала назву «вулиця Орлова».
Відповідно до розпорядження голови Житомирської ОДА була перейменована на вулицю В'ячеслава Липинського.